# فانس ميلر
فانس ميلر (بالإنجليزية: Vance Miller)‏ هو شخصية أعمال بريطاني، ولد في 1965 في روتشديل في المملكة المتحدة.